# Selección de fútbol sub-17 de Colombia
La Selección de fútbol Sub-17 de Colombia, es el representativo del país en las competencias oficiales de fútbol de su categoría. Su organización está a cargo de la Federación Colombiana de Fútbol, la cual es miembro de la Conmebol.
Ha participado en siete Copas Mundiales Sub-17: 1989, 1993, 2003, 2007, 2009, 2017 y 2025, terminando en el cuarto lugar en Finlandia 2003 y Nigeria 2009, siendo hasta ahora la única categoría de Colombia que ha alcanzado las semifinales al menos dos veces; la selección también se impuso en el Campeonato Sudamericano Sub-17 de 1993 y destacaría con 3 medallas de oro en los Juegos Sudamericanos y 4 de oro en los Juegos Bolivarianos.

## Estadísticas
La selección Colombia sub-17 ha participado en 7 copas mundiales de la categoría, siendo sus mejores participaciones las ediciones de 2003 y 2009, en las que terminó en el cuarto lugar.  

### Copa Mundial de Fútbol Sub-17
| Año   | Ronda            | Posición     | PJ           | PG           | PE           | PP           | GF           | GC           | Dif          |              |
| ----- | ---------------- | ------------ | ------------ | ------------ | ------------ | ------------ | ------------ | ------------ | ------------ | ------------ |
| 1985  | No clasificó     | No clasificó | No clasificó | No clasificó | No clasificó | No clasificó | No clasificó | No clasificó | No clasificó | No clasificó |
| 1987  | No clasificó     | No clasificó | No clasificó | No clasificó | No clasificó | No clasificó | No clasificó | No clasificó | No clasificó | No clasificó |
| 1989  | Primera fase     | 15º          | 3            | 0            | 1            | 2            | 3            | 5            | -2           |              |
| 1991  | No clasificó     | No clasificó | No clasificó | No clasificó | No clasificó | No clasificó | No clasificó | No clasificó | No clasificó | No clasificó |
| 1993  | Primera fase     | 14º          | 3            | 1            | 0            | 2            | 3            | 6            | -3           |              |
| 1995  | No clasificó     | No clasificó | No clasificó | No clasificó | No clasificó | No clasificó | No clasificó | No clasificó | No clasificó | No clasificó |
| 1997  | No clasificó     | No clasificó | No clasificó | No clasificó | No clasificó | No clasificó | No clasificó | No clasificó | No clasificó | No clasificó |
| 1999  | No clasificó     | No clasificó | No clasificó | No clasificó | No clasificó | No clasificó | No clasificó | No clasificó | No clasificó | No clasificó |
| 2001  | No clasificó     | No clasificó | No clasificó | No clasificó | No clasificó | No clasificó | No clasificó | No clasificó | No clasificó | No clasificó |
| 2003  | Cuarto lugar     | 4º           | 6            | 3            | 2            | 1            | 14           | 5            | 9            |              |
| 2005  | No clasificó     | No clasificó | No clasificó | No clasificó | No clasificó | No clasificó | No clasificó | No clasificó | No clasificó | No clasificó |
| 2007  | Octavos de final | 13º          | 4            | 1            | 1            | 2            | 10           | 7            | 3            |              |
| 2009  | Cuarto lugar     | 4º           | 7            | 2            | 3            | 2            | 8            | 11           | -3           |              |
| 2011  | No clasificó     | No clasificó | No clasificó | No clasificó | No clasificó | No clasificó | No clasificó | No clasificó | No clasificó | No clasificó |
| 2013  | No clasificó     | No clasificó | No clasificó | No clasificó | No clasificó | No clasificó | No clasificó | No clasificó | No clasificó | No clasificó |
| 2015  | No clasificó     | No clasificó | No clasificó | No clasificó | No clasificó | No clasificó | No clasificó | No clasificó | No clasificó | No clasificó |
| 2017  | Octavos de final | 11º          | 4            | 2            | 0            | 2            | 5            | 7            | -2           |              |
| 2019  | No clasificó     | No clasificó | No clasificó | No clasificó | No clasificó | No clasificó | No clasificó | No clasificó | No clasificó | No clasificó |
| 2023  | No clasificó     | No clasificó | No clasificó | No clasificó | No clasificó | No clasificó | No clasificó | No clasificó | No clasificó | No clasificó |
| 2025  | Clasificado      | Clasificado  | Clasificado  | Clasificado  | Clasificado  | Clasificado  | Clasificado  | Clasificado  | Clasificado  | Clasificado  |
| Total | 7/20             | 17º          | 27           | 9            | 7            | 11           | 43           | 41           | 2            |              |

### Campeonato Sudamericano Sub-17
| Año            | Ronda        | Posición | PJ  | PG | PE | PP | GF  | GC  |
| -------------- | ------------ | -------- | --- | -- | -- | -- | --- | --- |
| Argentina 1985 | Liguilla     | 6º       | 8   | 3  | 1  | 4  | 9   | 12  |
| Perú 1986      | Primera fase | 8º       | 4   | 1  | 1  | 2  | 3   | 5   |
| Ecuador 1988   | Tercer lugar | 3º       | 7   | 2  | 3  | 2  | 7   | 6   |
| Paraguay 1991  | Primera fase | 5º       | 4   | 2  | 1  | 1  | 10  | 4   |
| Colombia 1993  | Campeón      | 1º       | 7   | 5  | 2  | 0  | 14  | 4   |
| Perú 1995      | Primera fase | 5º       | 4   | 1  | 1  | 2  | 6   | 6   |
| Paraguay 1997  | Primera fase | 5º       | 4   | 2  | 1  | 1  | 5   | 2   |
| Uruguay 1999   | Primera fase | 6º       | 4   | 1  | 1  | 2  | 6   | 8   |
| Perú 2001      | Primera fase | 6º       | 4   | 2  | 1  | 1  | 7   | 7   |
| Bolivia 2003   | Tercer lugar | 3º       | 7   | 3  | 3  | 1  | 11  | 10  |
| Venezuela 2005 | Cuarto lugar | 4º       | 7   | 2  | 1  | 4  | 6   | 8   |
| Ecuador 2007   | Subcampeón   | 2º       | 9   | 5  | 3  | 1  | 16  | 5   |
| Chile 2009     | Cuarto lugar | 4º       | 7   | 4  | 2  | 1  | 11  | 6   |
| Ecuador 2011   | Final        | 5º       | 9   | 3  | 2  | 4  | 12  | 15  |
| Argentina 2013 | Primera fase | 8º       | 4   | 0  | 3  | 1  | 3   | 4   |
| Paraguay 2015  | Final        | 6º       | 9   | 2  | 3  | 4  | 11  | 15  |
| Chile 2017     | Cuarto lugar | 4º       | 9   | 4  | 2  | 3  | 12  | 12  |
| Perú 2019      | Primera fase | 9º       | 4   | 0  | 0  | 4  | 4   | 8   |
| Ecuador 2023   | Primera fase | 9º       | 4   | 0  | 1  | 3  | 1   | 9   |
| Colombia 2025  | Subcampeón   | 2º       | 6   | 4  | 1  | 1  | 11  | 4   |
| Total          | 20/20        | 4º       | 121 | 46 | 33 | 42 | 165 | 150 |

### Juegos Bolivarianos
| Año                    | Ronda             | Posición          | PJ                | PG                | PE                | PP                | GF                | GC                |
| ---------------------- | ----------------- | ----------------- | ----------------- | ----------------- | ----------------- | ----------------- | ----------------- | ----------------- |
| Arequipa 1997          | Campeón           | 1°                | 4                 | 3                 | 0                 | 1                 | 10                | 5                 |
| Ambato 2001            | Subcampeón        | 2°                | 4                 | 1                 | 3                 | 0                 | 4                 | 3                 |
| Armenia y Pereira 2005 | Campeón           | 1°                | 5                 | 5                 | 0                 | 0                 | 12                | 0                 |
| Sucre 2009             | Sin participación | Sin participación | Sin participación | Sin participación | Sin participación | Sin participación | Sin participación | Sin participación |
| Trujillo 2013          | Campeón           | 1°                | 4                 | 3                 | 1                 | 0                 | 11                | 3                 |
| Santa Marta 2017       | Campeón           | 1°                | 5                 | 2                 | 3                 | 0                 | 6                 | 3                 |
| Valledupar 2022        | Tercer lugar      | 3°                | 3                 | 1                 | 0                 | 2                 | 5                 | 3                 |
| Total                  | 6/7               | 1°                | 25                | 15                | 7                 | 3                 | 48                | 14                |

## Últimos partidos y próximos encuentros
A continuación se detallan los últimos partidos jugados por la selección.
- Actualizado al último partido disputado el 26 de junio de 2025.

| Fecha      | Ciudad       | Local       | Resultado      | Visitante       | Competición                         |
| ---------- | ------------ | ----------- | -------------- | --------------- | ----------------------------------- |
| 27-01-2025 | Lima         | Perú        | 1:2            | Colombia        | Partido amistoso                    |
| 30-01-2025 | Lima         | Perú        | 1:3            | Colombia        | Partido amistoso                    |
| 19-02-2025 | Santiago     | Chile       | 0:1            | Colombia        | Partido amistoso                    |
| 21-02-2025 | Santiago     | Chile       | 0:1            | Colombia        | Partido amistoso                    |
| 17-03-2025 | Barranquilla | Colombia    | 0:1            | Venezuela       | Partido amistoso                    |
| 20-03-2025 | Barranquilla | Colombia    | 0:1            | Venezuela       | Partido amistoso                    |
| 27-03-2025 | Montería     | Colombia    | 1:0            | Chile           | Campeonato Sudamericano Sub-17 2025 |
| 29-03-2025 | Montería     | Colombia    | 2:0            | Perú            | Campeonato Sudamericano Sub-17 2025 |
| 02-04-2025 | Montería     | Colombia    | 0:1            | Paraguay        | Campeonato Sudamericano Sub-17 2025 |
| 05-04-2025 | Cartagena    | Colombia    | 2:1            | Argentina       | Campeonato Sudamericano Sub-17 2025 |
| 09-04-2025 | Cartagena    | Colombia    | 5:1            | Venezuela       | Campeonato Sudamericano Sub-17 2025 |
| 12-04-2025 | Cartagena    | Colombia    | 1:1 (1:4 pen.) | Brasil          | Campeonato Sudamericano Sub-17 2025 |
| 26-06-2025 | San Rafael   | Costa Rica  | 0:2            | Colombia        | Partido amistoso                    |
| 28-06-2025 | San Rafael   | Costa Rica  | 1:2            | Colombia        | Partido amistoso                    |
| 04-11-2025 | Doha         | Alemania    | :              | Colombia        | Copa Mundial Sub-17 2025            |
| 07-11-2025 | Doha         | El Salvador | :              | Colombia        | Copa Mundial Sub-17 2025            |
| 10-11-2025 | Doha         | Colombia    | :              | Corea del Norte | Copa Mundial Sub-17 2025            |

## Jugadores

### Última convocatoria
23 jugadores convocados para disputar el Sudamericano Sub-17 de 2025 entre el 27 de marzo y 12 de abril de 2025.
|    | Nombre                | Posición       | Edad    | PJ | Goles | Club Pro.           |
| -- | --------------------- | -------------- | ------- | -- | ----- | ------------------- |
| 1  | Santiago Mondragón    | Portero        | 17 años | 0  | 0     | Deportivo Cali      |
| 12 | David Rodríguez       | Portero        | 16 años | 0  | 0     | Cincinnati          |
| 22 | Jorman Mendoza        | Portero        | 17 años | 0  | 0     | Envigado F. C.      |
| 2  | Brait García          | Defensa        | 16 años | 0  | 0     | Deportivo Cali      |
| 3  | Edmilson Herazo       | Defensa        | 16 años | 0  | 0     | Barranquilla F. C.  |
| 5  | Criss Macías          | Defensa        | 16 años | 0  | 0     | Millonarios         |
| 14 | Gilberto Saavedra     | Defensa        | 16 años | 0  | 0     | Real Cundinamarca   |
| 20 | Yeminson Urrutia      | Defensa        | 17 años | 0  | 0     | Orsomarso           |
| 23 | Nilder Zapata         | Defensa        | 16 años | 0  | 0     | Deportes Tolima     |
| 4  | Sebastián Castro      | Centrocampista | 16 años | 0  | 0     | Internacional       |
| 6  | Cristian Orozco       | Centrocampista | 16 años | 0  | 0     | Rojo F. C.          |
| 8  | Juan José Cataño      | Centrocampista | 16 años | 0  | 0     | Envigado F. C.      |
| 11 | Deivi Quiñones        | Centrocampista | 17 años | 0  | 0     | Liga de Quito       |
| 15 | Óscar Gómez           | Centrocampista | 17 años | 0  | 0     | Atlético Huila      |
| 16 | Cristian Flórez       | Centrocampista | 17 años | 0  | 0     | Atlético Nacional   |
| 17 | Romario Espín         | Centrocampista | 17 años | 0  | 0     | Millonarios         |
| 18 | Miguel Agámez         | Centrocampista | 15 años | 0  | 0     | Junior              |
| 19 | Santiago Mora         | Centrocampista | 17 años | 0  | 0     | Santa Fe            |
| 7  | Feder Rivas           | Delantero      | 17 años | 0  | 0     | Atlético Nacional   |
| 9  | Santiago Londoño      | Delantero      | 17 años | 0  | 0     | Envigado F. C.      |
| 10 | Ashley Trujillo       | Delantero      | 16 años | 0  | 0     | Queens Park Rangers |
| 13 | Jhon Keiner Sevillano | Delantero      | 16 años | 0  | 0     | Atlético Nacional   |
| 21 | Kevin Angulo          | Delantero      | 16 años | 0  | 0     | América de Cali     |
| DT | Freddy Hurtado        | Entrenador     | 49 años |    |       |                     |

- Jugador que se encuentra en fase de recuperación por algún tipo de lesión.
- Jugador capitán en el último partido oficial de la Selección Colombia.
- Los jugadores tienen que haber nacido a partir del 1 de enero de 2008.

## Entrenadores
| Nac.                | Nombre                 | Desde                   | Hasta                   |
| ------------------- | ---------------------- | ----------------------- | ----------------------- |
| Bandera de Colombia | Dulio Miranda          | 1987                    | 1989                    |
| Bandera de Colombia | Germán González García | 1993                    | 1997                    |
| Bandera de Colombia | Dulio Miranda          | 1998                    | 2001                    |
| Bandera de Colombia | Eduardo Lara           | 2002                    | 2007                    |
| Bandera de Colombia | Ramiro Viáfara         | 1 de julio de 2009      | 9 de julio de 2011      |
| Bandera de Colombia | Harold Rivera Roa      | 13 de diciembre de 2011 | 19 de abril de 2013     |
| Bandera de Colombia | Juan Camilo Pérez      | 6 de febrero de 2014    | 30 de diciembre de 2016 |
| Bandera de Colombia | Orlando Restrepo       | 23 de agosto de 2016    | 30 de noviembre de 2017 |
| Bandera de Colombia | Héctor Cárdenas        | 1 de junio de 2018      | 15 de febrero de 2022   |
| Bandera de Colombia | Jorge Eduardo Serna    | 16 de febrero de 2022   | 2 de agosto de 2022     |
| Bandera de Colombia | Juan Carlos Ramírez    | 2 de agosto de 2022     | 2 de noviembre de 2024  |
| Bandera de Colombia | Freddy Hurtado         | 22 de noviembre de 2024 | Presente                |

### Dirección técnica actual
| Integrantes Selección de fútbol sub-17 de Colombia | Integrantes Selección de fútbol sub-17 de Colombia | Integrantes Selección de fútbol sub-17 de Colombia | Integrantes Selección de fútbol sub-17 de Colombia | Integrantes Selección de fútbol sub-17 de Colombia | Integrantes Selección de fútbol sub-17 de Colombia |
| -------------------------------------------------- | -------------------------------------------------- | -------------------------------------------------- | -------------------------------------------------- | -------------------------------------------------- | -------------------------------------------------- |
| Entrenador:                                        | Freddy Hurtado                                     | Asistente técnico 1:                               | Chamo Serna                                        | Asistente de técnico 2:                            | [[ ]]                                              |
| Preparador físico:                                 | Mauricio Ortiz                                     | Preparador de porteros:                            | Hugo Tuberquia                                     | Video analista                                     | Jorge Rozo                                         |
| Médico:                                            | David Torres                                       | Fisioterapeuta                                     | Cristian Londoño                                   | Fisioterapeuta                                     | Johan Pineda                                       |
| Kinesiólogo:                                       | Jorge Ocampo                                       | Psicologo:                                         | Rafael Zabaraín                                    | Jefe de prensa:                                    | Ricardo Bejarano                                   |
| Oficial de seguridad:                              | Bandera de ?                                       | Utilero:                                           | Manuel Dolores                                     | Utilero:                                           | Bandera de Colombia                                |
| Última actualización: 31 de marzo de 2025          |                                                    |                                                    |                                                    |                                                    |                                                    |

## Palmarés

### Títulos oficiales (8)
| Competición             | Campeón                    | Subcampeón     | Tercer lugar   | Cuarto lugar         |
| ----------------------- | -------------------------- | -------------- | -------------- | -------------------- |
| Copa Mundial            |                            |                |                | 2 (2003, 2009)       |
| Campeonato Sudamericano | 1 (1993)                   | 2 (2007, 2025) | 2 (1988, 2003) | 3 (2005, 2009, 2017) |
| Juegos Sudamericanos    | 3 (1994, 2010, 2014)       | 1 (1986)       | 2 (2018, 2022) |                      |
| Juegos Bolivarianos     | 4 (1997, 2005, 2013, 2017) | 2 (1993, 2001) | 1 (2022)       |                      |

### Torneos amistosos
- Copa Costa Atlántica Sub-17 (Colombia): 2003.[4]
- Copa Telefónica Sub-17 (Perú): 2004.[5]
- Torneo Internacional Videna de Chincha Sub-17 (Perú): 2009.[6]
- Copa Aragua Sub-17 de Maracay (Venezuela): 2013.[7][8]
- Copa UC Sub-17 (Chile) (1): 2014.[9]